# ألفرد أو. آدامز
ألفرد أو. آدامز هو سياسي أمريكي، ولد في 10 يناير 1897 في باولا في الولايات المتحدة، وتوفي في 25 أكتوبر 1989 في سبوكين في الولايات المتحدة. نشط حزبياً في الحزب الجمهوري.